# 한성별곡
《한성별곡 - 정》(漢城別曲 - 正, Conspiracy in the Court)은 2007년 7월 9일부터 2007년 7월 31일까지 방영된 한국방송공사 월화 미니시리즈이다.
이 드라마는 조선 정조 시대를 배경으로 하여 가상의 인물들이 펼치는 퓨전사극이며 그 시대를 재조명하였다. 그리고 이후 방영된 MBC 《이산》과 채널CGV 《8일》과 함께 조선 후기 정조 시대를 다루는 드라마로 언론의 주목을 받았다.

## 줄거리
당시 조선의 신분제도에 억눌린 민중들의 삶과 그것을 극복하려는 젊은이들, 새로운 조선을 만들겠다는 임금과 그에 반(反)하여 조선의 정체성을 지키겠다는 정치세력간의 암투를 그리고 있다.

## 등장 인물

### 주요 인물
- 진이한 : 박상규(20대 후반) 역 - 좌포청 군관 → 의금부 도사 → 국청 조사관

얼자 출신인 신분적 한계에 좌절하지만 나영과의 만남으로 희망을 얻고 청나라로 유학을 간다. 하지만 귀국 후에 자신이 사랑하던 나영의 집안이 몰락함으로 인해 자포자기한다. 항상 모두에게 좋은 결과를 얻으려 하는 이상주의자이다.
- 이천희 : 양만오(30대 초반) 역 - 살주계주 → 역관 → 시전행수 → 총행수

나영 집안의 노비로 살주계에 가입하여 기득권에 대해 폭력에 의한 복수를 하나 나영으로 인해 생각을 바꾸고 역관이 되어 큰돈을 번다. 재력으로 세상을 바꿀 수 있다고 믿는다. 나영에게 연심을 품고 있다.
- 김하은 : 이나영(20대 중반) 역 - 이참판 외동딸 → 관비 → 의녀

이조참판의 딸로 태어났지만 아버지의 역모죄로 인해 집안이 몰락하고 어머니와 함께 관노로 전전하게 된다. 조선의 개혁을 꿈꾸는 순진한 이상주의자였으나 이때의 경험으로 인해 세상에 대한 생각이 바뀌고 복수를 꿈꾸게 된다.
- 안내상 : 임금(40대 중반) 역 - 개혁군주

진정으로 백성을 생각하고 이를 위한 개혁정치를 펴고자 하지만 늘 벽파라는 현실에 부딪힌다. 기득권을 잃을까봐 두려운 벽파들이 자신의 목숨을 노리고 있어 항상 불안해한다.
- 정애리 : 대비(50대 초반) 역 - 임금의 계조모

### 주변 인물
- 김응수 : 박인빈(50대 초반) 역 - 박상규의 부친, 벽파 이인자. 예조판서 겸 평시서(시전을 관리하던 관청) 제조
- 박선영 : 조상궁(30대 후반) 역 - 대전 상궁
- 남일우 : 채승환(50대 초반) 역 - 시파 영수, 전임 좌의정
- 김기현 : 심민구(50대 후반) 역 - 벽파 영수, 우의정
- 장현성 : 이재한(40대 초반) 역 - 시파 중진, 공조판서 겸 장용영 내영(궁궐 호위부대) 제조
- 임서연 : 월향(20대 후반) 역 - 매향루 주인, 박상규를 연모
- 한정수 : 서주필(30대 초반) - 한성부 형방 주부
- 배성우 : 강도술(30대 후반) 역 - 살주계 이인자 겸 시전 부행수
- 조성일 : 도상천(20대 후반) 역 - 살주계 삼인자, 양만오의 심복, 무예의 달인
- 이미지 : 엄씨(40대 후반) 역 - 박상규의 생모, 박인빈의 노비
- 박철민 : 포도대장(40대 후반) 역 - 박상규의 직속상관

### 그 외 인물
- 고인범 : 강극수(40대 초반) 역 - 병조판서 겸 선혜청 제조
- 박팔영 : 홍만기(40대 후반) 역 - 이조참판
- 김경룡 : 한두희(40대 중반) 역 - 형조참판 겸 금부제조
- 전일범 : 신성두(40대 중반) 역 - 호조참판
- 사현진 : 박상궁(30대 초반) 역 - 대비전 상궁
- 김영애 : 한상궁(20대 후반) 역 - 대전 상궁
- 정진각 : 최의원(50대 초반) 역 - 내의원 의원. 임금의 어의
- 진가영 : 항심이 역 - 탕약 제조를 맡은 내의원 의녀
- 남문철 : 박행수(40대 중반) 역 - 시전 행수
- 최명경 : 공행수(40대 중반) 역 - 어물전 행수
- 박수현 : 최인우(30대 후반) 역 - 장용영 외영 대장
- 이성 : 이참판(50대 초반) 역 - 이나영의 부친
- 유민영 : 항심이(20대 초반) 역 - 내의원 의녀
- 정진 : 강재순(30대 초반) 역 - 유림
- 윤진호 : 좌포청 군관
- 김희령 : 나영의 모친(40대 중반) 역
- 이중열 : 월향집사 역
- 조규철 : 포졸1 역
- 김종석 : 포졸2 역
- 양재원 : 포졸3 역
- 정승교 : 서내관(20대 후반) 역 - 임금의 대전 내관
- 장태성 : 도승지 역
- 민수 : 사령1 역
- 황신정 : 행수기생 역
- 김민지 : 기생1 역
- 민지은 : 기생2 역
- 권연순 : 기생3 역
- 임성표 : 심의원 역
- 장대지 : 한성부 주부 역
- 김종호 : 묘지기 역
- 지성근 : 가마꾼 역
- 이정후 : 의녀2 역
- 최승정 : 장수2 역
- 장영주 : 도가사내 역
- 이정민
- 한설아
- 이아이

### 특별출연
- 김명수 : 황집사(40대 중반) - 비밀결사의 조직원. 나영의 스승
- 전현 : 이조판서(40대 초반) 역 - 내의원 제조, 임금의 최측근 시파 중진
- 이대로 : 노객주(60대 초반) 역 - 광나루 보부상 객주
- 김명국 : 홍행수(40대 중반) 역 - 싸전 행수

## OST
2007년 7월 9일 발매된 《한성별곡-正》 OST는 프로듀서 박진영과 JYP 프로덕션이 제작하고 온라인으로 배포하였다. 드라마의 성격에 맞게 기존 사극 OST와는 다르게 다양한 장르를 수록하였다.
1. 평행선 (Feat. 박진영 - 아시아의 영혼) - JK 김동욱
2. 초연(怊緣) - 주
3. 일월지가(日月之歌) - 선예
4. 정(正, Feat. 예은 (원더걸스)) - J 범, 쇼티 장군
5. 별리(別離)
6. 애이불비(哀而不悲)
7. 검(劍)
8. 축원(祝願)
9. 천인단애(千仞斷崖)
10. 꽃비 내리던 날
11. 사랑을 보내다

## 같이 보기
- 추노 (KBS 2TV)